# Conan Osíris
Conan Osíris (* 5. Januar 1989 in Lissabon; eigentlich Tiago Miranda) ist ein portugiesischer Sänger. Er vertrat Portugal beim Eurovision Song Contest 2019 in Tel Aviv mit seinem Lied Telemóveis.

## Leben
Sein Künstlername wurde von der ägyptischen Mythologie und der Animationsserie Conan the Adventurer inspiriert. Er studierte Graphikdesign in Castelo Branco, wo er Rúben de Sá Osório kennenlernte, der sein persönlicher Stylist wurde und sein Image kreierte. Er gab ihm auch den Namen Osíris.
Conan Osíris begann seine künstlerische Karriere mit der Veröffentlichung seines ersten Albums Cathedral. Es folgten die Alben Slik (2014), Musica Normal (2016) und Adoro Bolos (2017). Bei seinen Auftritten wird er oft vom Tänzer João Reis Moreira begleitet.
Am 2. März 2019 gewann Conan Osíris den portugiesischen Vorentscheid für den Eurovision Song Contest 2019, Festival da Canção 2019, mit seinem selbstkomponierten Lied Telemóveis und vertrat Portugal beim ersten Halbfinale des Eurovision Song Contests in Tel Aviv. Dort verpasste er allerdings den Einzug ins Finale.

## Diskografie
Alben
- 2011: Cathedral
- 2016: Música, Normal
- 2017: Adoro bolos

EPs
- 2014: Silk

Singles
- 2019: Telemóveis
- 2020: Vinte Vinte (mit Branko & Ana Moura)